# 六ツ石山
六ツ石山（むついしやま）は、東京都西多摩郡奥多摩町にある山である。標高1,478.9m。奥多摩の山の一つ。

## 登山道
南麓の国道411号線（青梅街道）上にある西東京バスの水根バス停からのルートが一般的だが、この道は鷹ノ巣山の稲村岩尾根などと並び「奥多摩三大急登」の一つに挙げられることもあるため、初心者は経験者の引率で登る方が好ましい。このほか、JR青梅線奥多摩駅から石尾根と呼ばれる尾根を経て登頂するルートもある。
2016年（平成28年）に山の日の制定を記念して山頂に標石が設置された。
最新の登山道の情報は奥多摩ビジターセンターのホームページで確認ができる。また、登山計画書は青梅警察署・青梅警察署管内の交番・駐在所又は奥多摩駅や御嶽駅にて受け付けており、警察署には郵送も可能である。狩猟期（11月15日～翌年2月15日）には目立つ色の服装で、登山道を外れないように注意する必要がある。

## ギャラリー

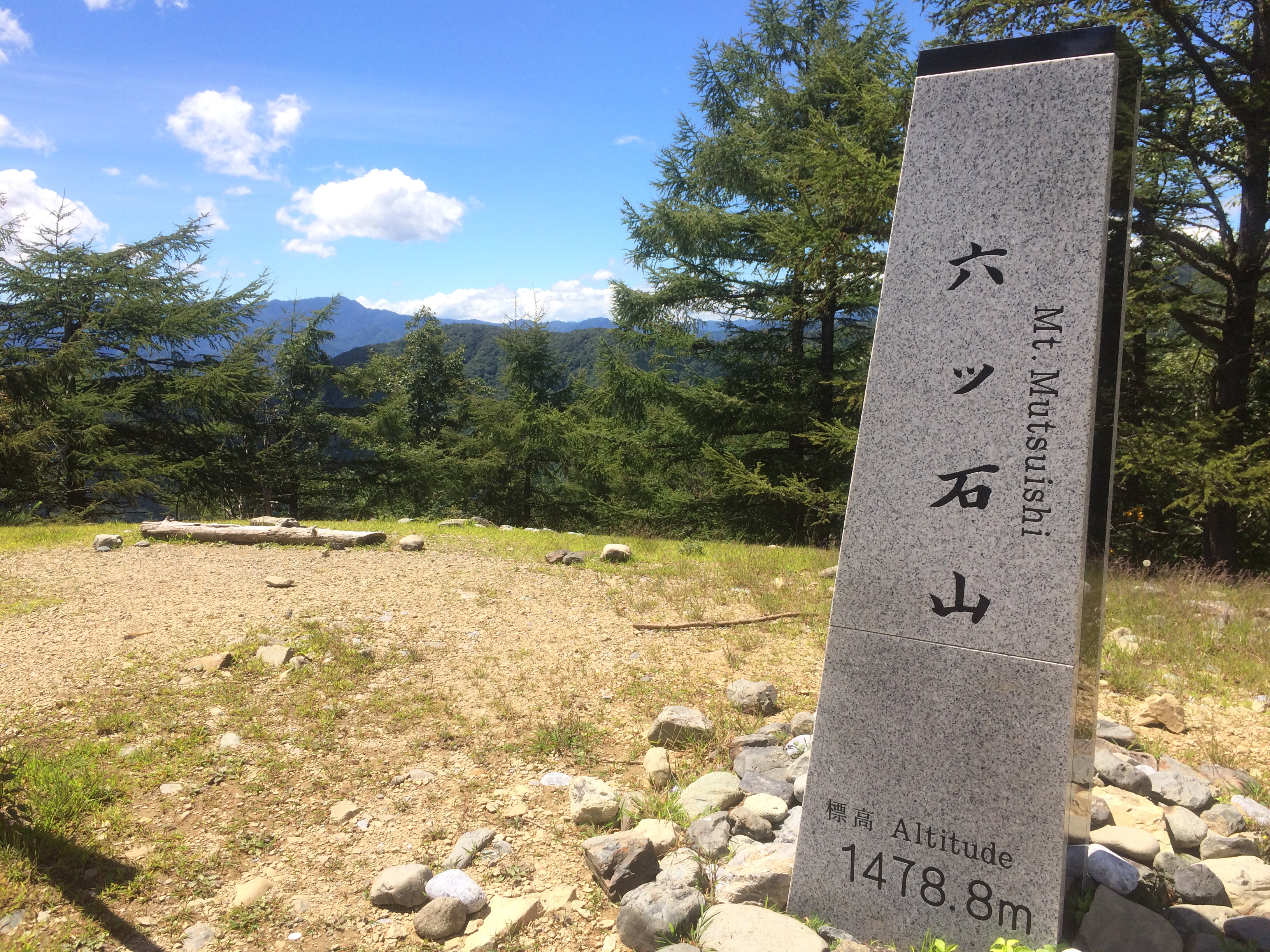
六ツ石山山頂
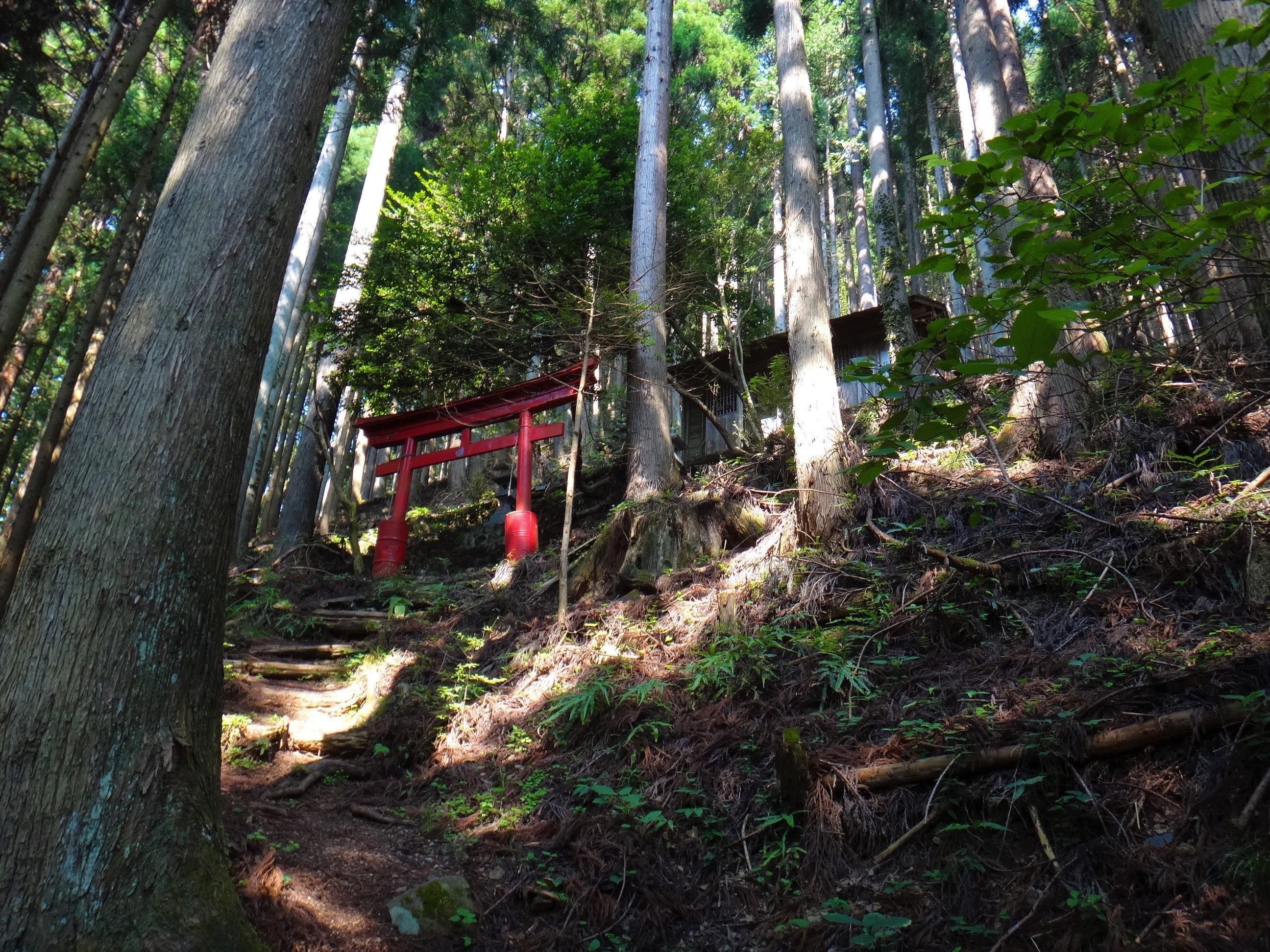
水根産土神社
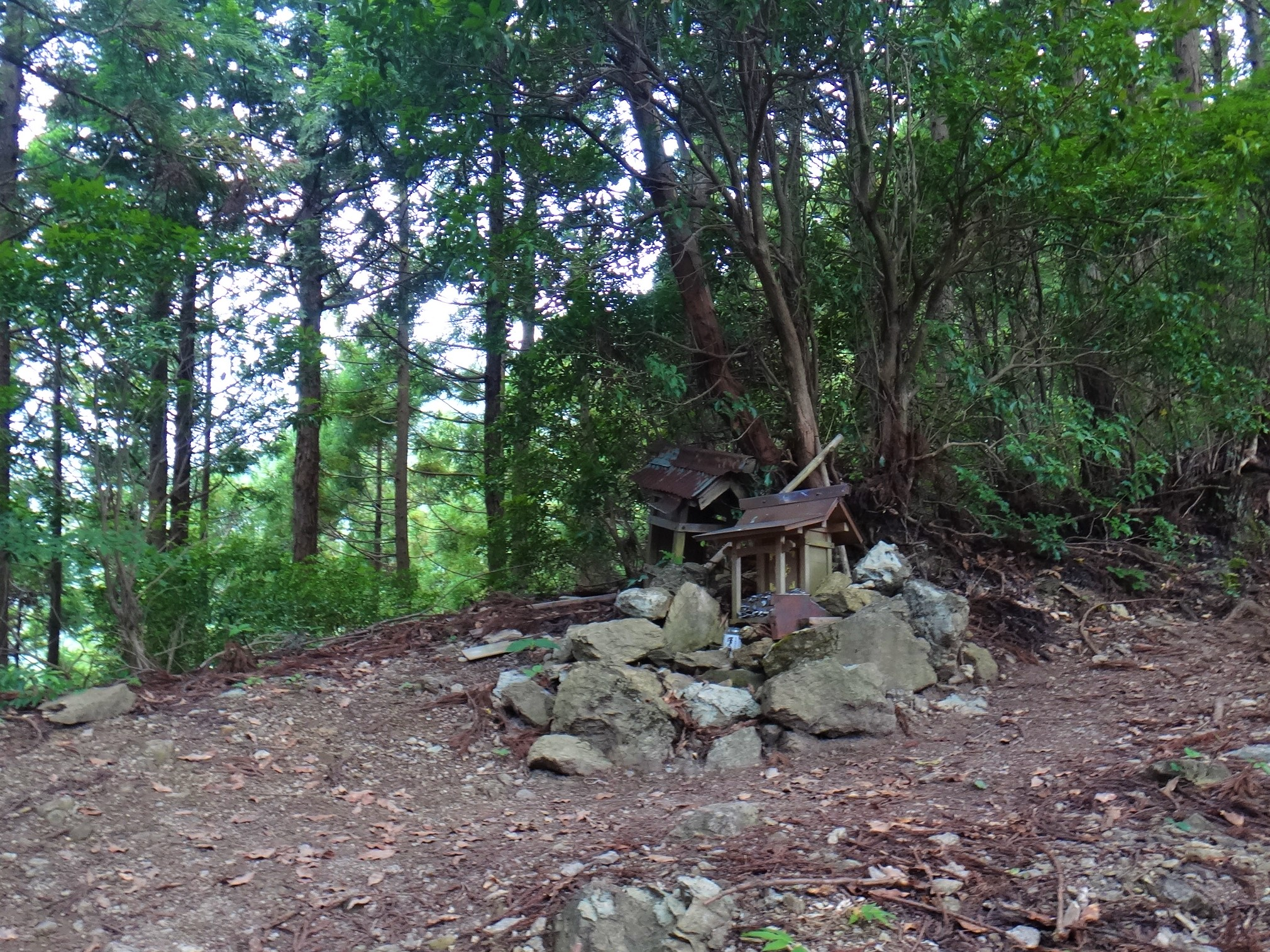
風ノ神土（ハンノキ尾根）
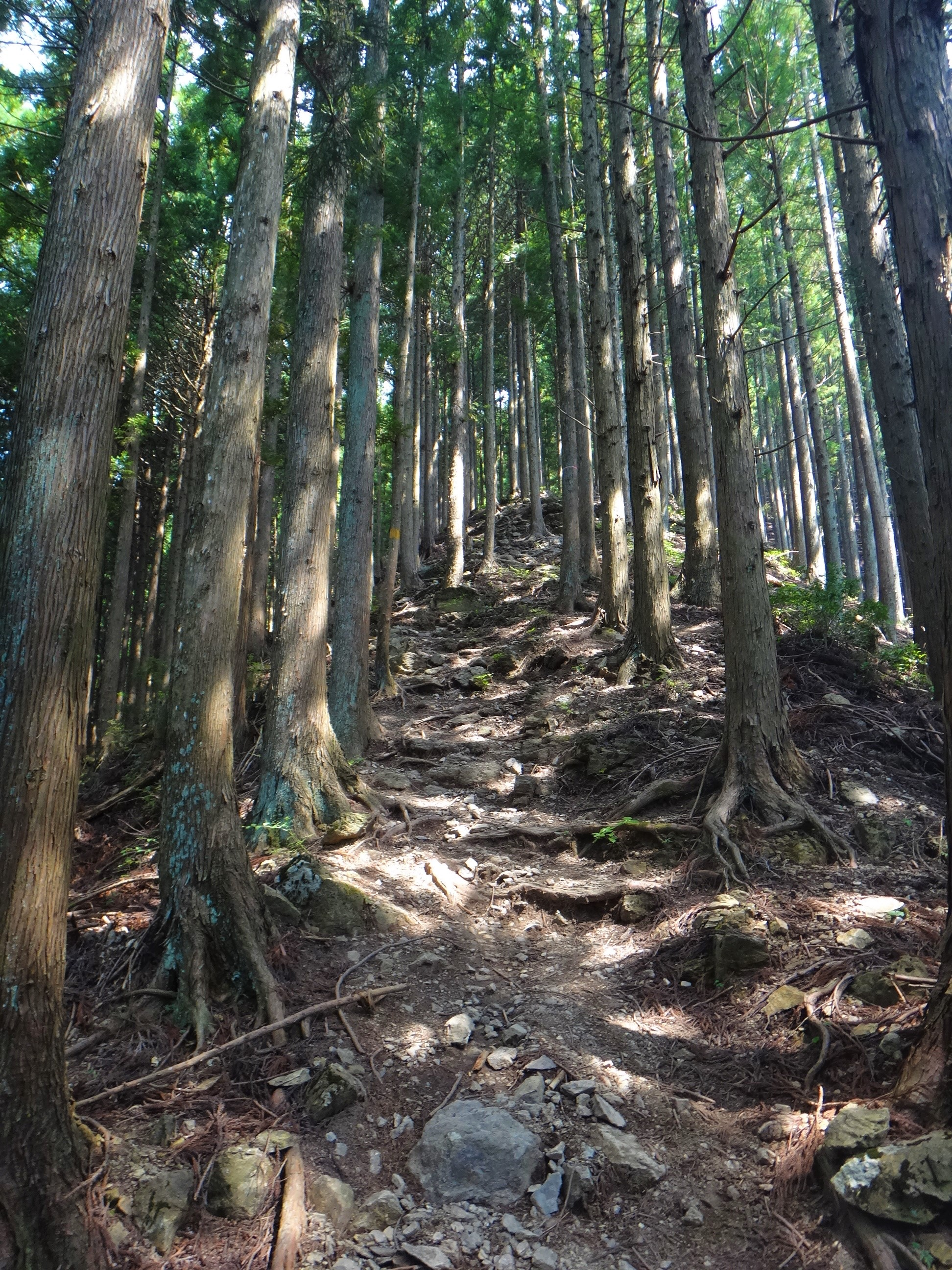
急登が続くハンノキ尾根
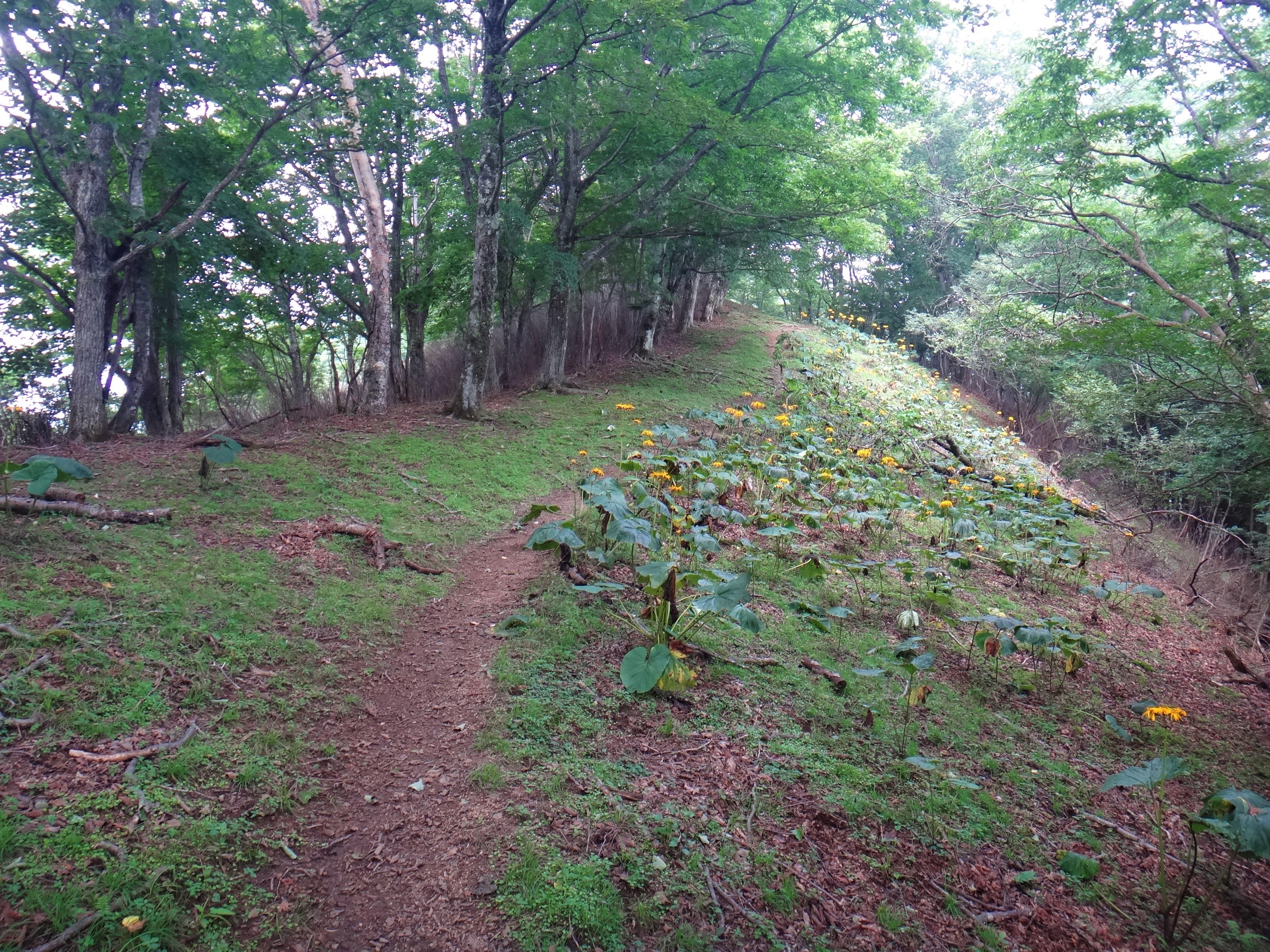
トオノクボのマルバダケブキ

## 隣接する山
- 鷹ノ巣山